# Dunkelsberg (zámek)
Lovecký zámeček Dunkelsberg stával nedaleko osady či poplužního dvora Dunkelsberg na pravém břehu Pstružného potoka pod vrcholem Pustý zámek, přibližně tři kilometry jihovýchodně od zaniklé obce Zakšov ve VVP Hradiště.

## Historie
Z důvodu rozvoje Zakšova nechali majitelé doupovského panství vystavět na jih od obce poplužní dvůr Dunkelsberg a na jihovýchod od něj sklárnu (v provozu do roku 1853). Podle záznamů z roku 1705 byl Zakšov druhou nejbohatší obcí na panství. U sklárny stál přízemní domek. Ten nechal roku 1850 hrabě Eugen Černín z Chudenic o patro zvýšit a přestavět na lovecký zámeček ve švýcarském stylu. Zároveň na něj přenesl název Dunkelsberg. Následně sloužil k pobytům šlechtě a později zde žili rodiče posledního majitele panství, Kurta Zedwitze. Na konci 60. let 19. století došlo k předělání sklárny na pilu (tzv. Adélina pila). V roce 1945 přešel zámek, bývalá sklárna a okolní lesy do vlastnictví státu. V únoru 1953 zde byl zřízen Vojenský újezd a zámek byl zbořen.

## Popis
Šlo o patrovou budovu o půdorysu obdélníka s rozměry cca 20 × 12 metrů, kryla ji sedlová střecha. Průčelí směřovalo k severovýchodu a bylo zvýrazněno vystupujícím rizalitem, přičemž v přízemí a patře byla arkáda členěná sloupky. Přicházelo se po trojramenném schodišti. Vystavěn byl především ze dřeva, prosvětlení zajišťovala prostorná obdélná okna. Před zbořením však nebyla provedena dokumentace, proto se dnes již nedá provést rekonstrukce vnitřního uspořádání.